# 3, 2, 1... Frankie w sieci
3, 2, 1... Frankie w sieci (ang. 3,2,1... Frankie Go Boom) – amerykański film komediowy z 2012 roku oparty na scenariuszu i reżyserii Jordana Robertsa. Wyprodukowany przez Variance Films.
Premiera filmu miała miejsce 10 marca 2012 roku w Stanach Zjednoczonych.

## Fabuła
Bruce (Chris O’Dowd) latami filmował momenty, w których nękał swojego brata Frankiego (Charlie Hunnam). Teraz wraca do domu z odwyku narkotykowego. Bracia muszą prosić o pomoc hakera transwestytę, Phyllisa (Ron Perlman), by usunął z sieci pewne kompromitujące nagrania.

## Obsada
Źródło: Filmweb
- Charlie Hunnam jako Frankie Bartlett
- Lizzy Caplan jako Lassie
- Chris O’Dowd jako Bruce Bartlett
- Ron Perlman jako Phyllis
- Whitney Cummings jako Claudia
- Chris Noth jako Jack
- Nora Dunn jako Karen
- Kate Luyben jako Donna
- Sam Anderson jako Chris
- Adam Pally jako Brian
- Sarah Rush jako Natalie

i inni